# مطار غامبيلا
مطار غامبيلا (إياتا: GMB، إيكاو: HAGM) هو مطار يقع في مدينة غامبيلا، منطقة جامبيلا، إثيوبيا.

## شركات الطيران والوجهات
| شركـات طيـران           | الوجهات                     |
| ----------------------- | --------------------------- |
| الخطوط الجوية الإثيوبية | مطار أديس أبابا بولي الدولي |